# Matsudaira Shigetada
Matsudaira Shigetada est un nom japonais traditionnel ; le nom de famille (ou le nom d'école), Matsudaira, précède donc le prénom (ou le nom d'artiste).
Matsudaira Shigetada (松平 重忠, 1570-22 août 1626) est un daimyo de l'époque Azuchi Momoyama et du début de l'époque d'Edo. Son nom de cour (kokushi) est Tango no kami.
En 1612, Shigetada est nommé ōbangashira (capitaine de la grande garde). Il prend part au siège d'Osaka de la campagne d'hiver de 1614 et à la défense du château de Fushimi au printemps et à l'été suivant. Shigetada est nommé gardien du château de Sunpu en 1621 et daimyo du domaine de Yokosuka la même année, à la suite du décès de son père Shigekatsu. Un an après, il est transféré au domaine de Kaminoyama.
Shigetada meurt en 1626, et son fils Shigenao lui succède.
La tombe de Shigetada se trouve au Dentsū-in, à Tokyo.

## Source de la traduction
- (en) Cet article est partiellement ou en totalité issu de l’article de Wikipédia en anglais intitulé « Matsudaira Shigetada » (voir la liste des auteurs).